# Operace Claymore
Operace Claymore, známá též jako nájezd na Lofoty, byl přepad norského souostroví Lofoty u pobřeží severního Norska britskými jednotkami Commandos v průběhu 2. světové války. Lofoty byly důležitým střediskem výroby rybího tuku a glycerinu, jež využíval německý válečný průmysl. Přepad provedli 4. března 1941 muži 3. a 4. praporu Commandos posílení o příslušníky ženijního vojska neboli Královských ženistů a 52 mužů 1. norské nezávislé jednotky Oddělení pro zvláštní operace, takzvané Kompani Linge. Celkem se jednalo o 552 mužů, jejichž námořní podporu zajišťovalo pět torpédoborců 6. flotily a dvě výsadkové lodě námořnictva.
Vylodění a následné sabotážní akce proběhly prakticky bez odporu nepřítele. Původní plán byl vyhnout se kontaktu s německými ozbrojenými složkami a způsobit co největší škody Němci ovládanému průmyslu. Diverzním jednotkám se podařilo zničit továrny na rybí tuk a asi 3600 tun rybího tuku a glycerinu. Britové měli pouze jednoho zraněného, přitom však zajali 228 německých vojáků a 60 quislingovských kolaborantů. Přivezli s sebou i 314 norských dobrovolníků odhodlaných bojovat s Němci v řadách norského zahraničního vojska.
Díky dělostřelecké palbě z torpédoborců a úsilí demoličních čet se podařilo potopit 10 lodí o celkové tonáži 18 000 tun. Asi nejdůležitějším výsledkem operace však bylo ukořistění sady rotorů k šifrovacímu stroji Enigma a jejích kódových tabulek, jež se podařilo získat z německého ozbrojeného trawleru Krebs před jeho potopením. Tyto podklady posloužily šifrantům v Bletchley Parku k prolomení kódu Enigmy a pomohly tak varovat spojenecké zásobovací konvoje před oblastmi soustředění německých ponorek. Hodnocení operace se liší. Podle Britů spočívala největší hodnota podobných akcí v tom, že vázaly značné německé síly na potřeby okupace Norska. Martin Linge, velitel Kompani Linge, a další zainteresovaní Norové však o významu podobných nájezdů dost pochybovali. Je však pravda, že nebyli obeznámeni s významem kryptografických informací, jichž se Britové zmocnili. Po operaci Claymore byla 1. norská nezávislá jednotka zvláštních operací určena pro operace na území Norska.

## Úkol

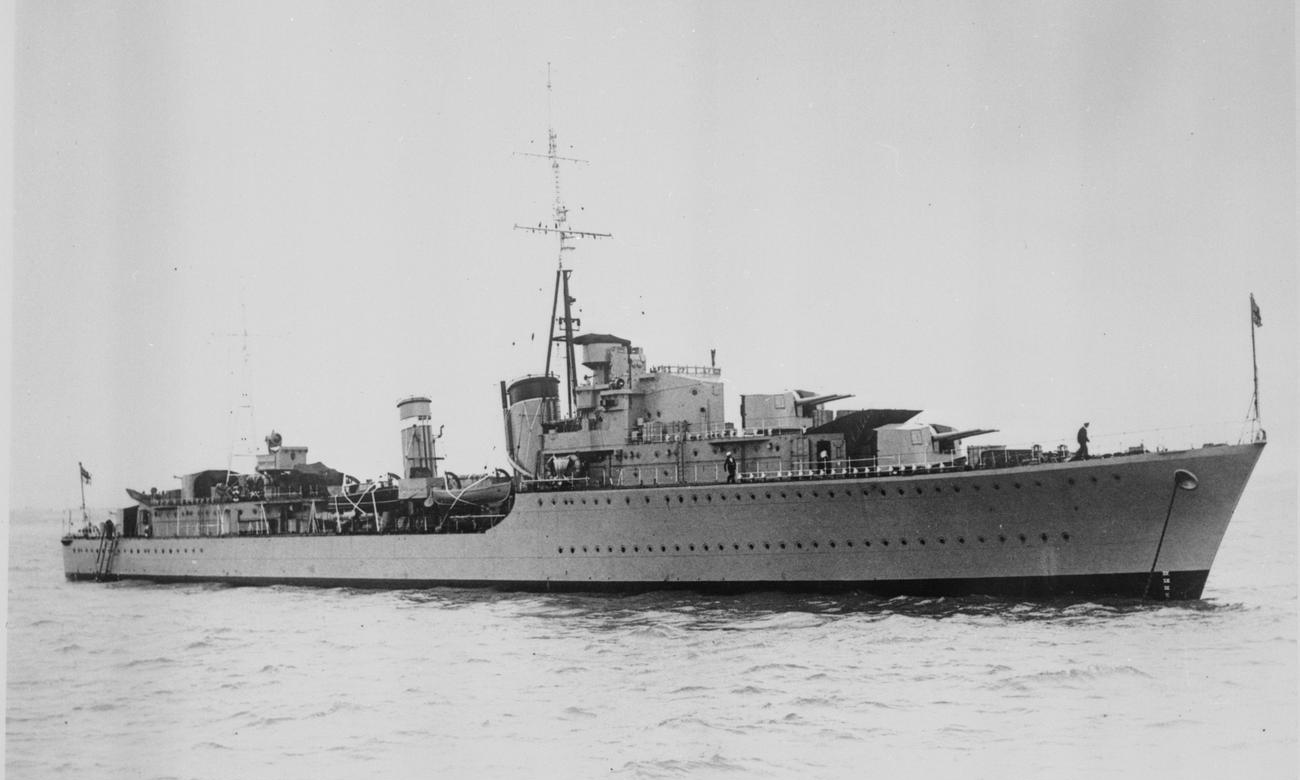
HMS Somali, vedoucí loď 6. flotily torpédoborců

Velitelem operace byl kontradmirál Louis Keppel Hamilton. Její cíl byl trojnásobný. Britské královské námořnictvo mělo bezpečně doprovodit výsadkové lodě s vojáky k ostrovům a zpět. Přitom mělo na místě zničit či zajmout jakákoli německá plavidla, případně norská plavidla pracující pro Němce a poskytnout vojenskému výsadku potřebnou dělostřeleckou podporu. 6. flotilu torpédoborců, jíž tento úkol připadl, tvořily: HMS Somali (F33), HMS Bedouin (F67), HMS Tartar (F43), HMS Eskimo (F75) a HMS Legion (G74), jimž velel námořní kapitán Clifford Caslon. Vojenský výsadek vezly HMS Queen Emma a HMS Princess Beatrix.
Vojáky k provedení operace poskytla brigáda zvláštních služeb, které velel brigádní generál Joseph C. Haydon. Šlo o 250 příslušníků 3. praporu Commandos pod velením majora Johna Durnford-Slatera a 250 příslušníků 4. praporu Commandos, jimž velel podplukovník D. S. Lister. Doplňovalo je družstvo Královských ženistů 55. polní roty pod velením podporučíka H. M. Turnera a 52 příslušníků 1. norské nezávislé jednotky, jimž velel kapitán Martin Linge. Výsadek měl zničit zařízení pro výrobu oleje v přístavech Stamsund, Henningsvær, Svolvær a Brettesnes, napadnout německé posádky a získat přitom válečné zajatce. Vojáci měli rovněž zadržet jakékoli stoupence quislingovské strany Nasjonal Samling a přesvědčit místní obyvatele, aby opustili ostrovy a přidali se k norskému zahraničnímu vojsku.
Účastníci operace se začali shromažďovat na základně Scapa Flow na Orknejích 21. února 1941. Po půlnoci 1. března vyrazilo všech 7 lodí směrem k Norsku. Velení operace plulo na torpédoborci Somali, 3. prapor Commandos, jehož příslušníci se měli vylodit v přístavech Stamsund a Henningsvær, převážela výsadková loď Princess Beatrix a 4. prapor Commandos, který měl přepadnout přístavy Svolvær a Brettesnes, vezla výsadková loď Queen Emma. Družstvo Královských ženistů a norští vojáci byli rovnoměrně rozděleni mezi obě výsadkové lodě.
Týden, který vojáci strávili ve Scapa Flow, posloužil k jejich seznámení s výsadkovými loděmi a útočnými vyloďovacími čluny, které je budou přepravovat na břeh. Probíraly se rovněž problémy, s přímou palebnou podporou, jež námořnictvo předvídalo. Vzhledem k pobřežní mělčině se totiž torpédoborce nemohly přiblížit víc než na vzdálenost jedné míle (1,6 km). Proto byli příslušníci Commandos cvičeni tak, aby se spoléhali na vlastní síly a navzájem se z vyloďovacích člunů podporovali. Museli se také, v případě, že torpédoborce budou odvolány, aby čelily hrozbě z moře, dokázat postarat sami o sebe. Znamenalo to, že každý voják s sebou musel nést takový příděl potravin, aby mu vydržel na 48hodinový pobyt na pobřeží.

## Vylodění

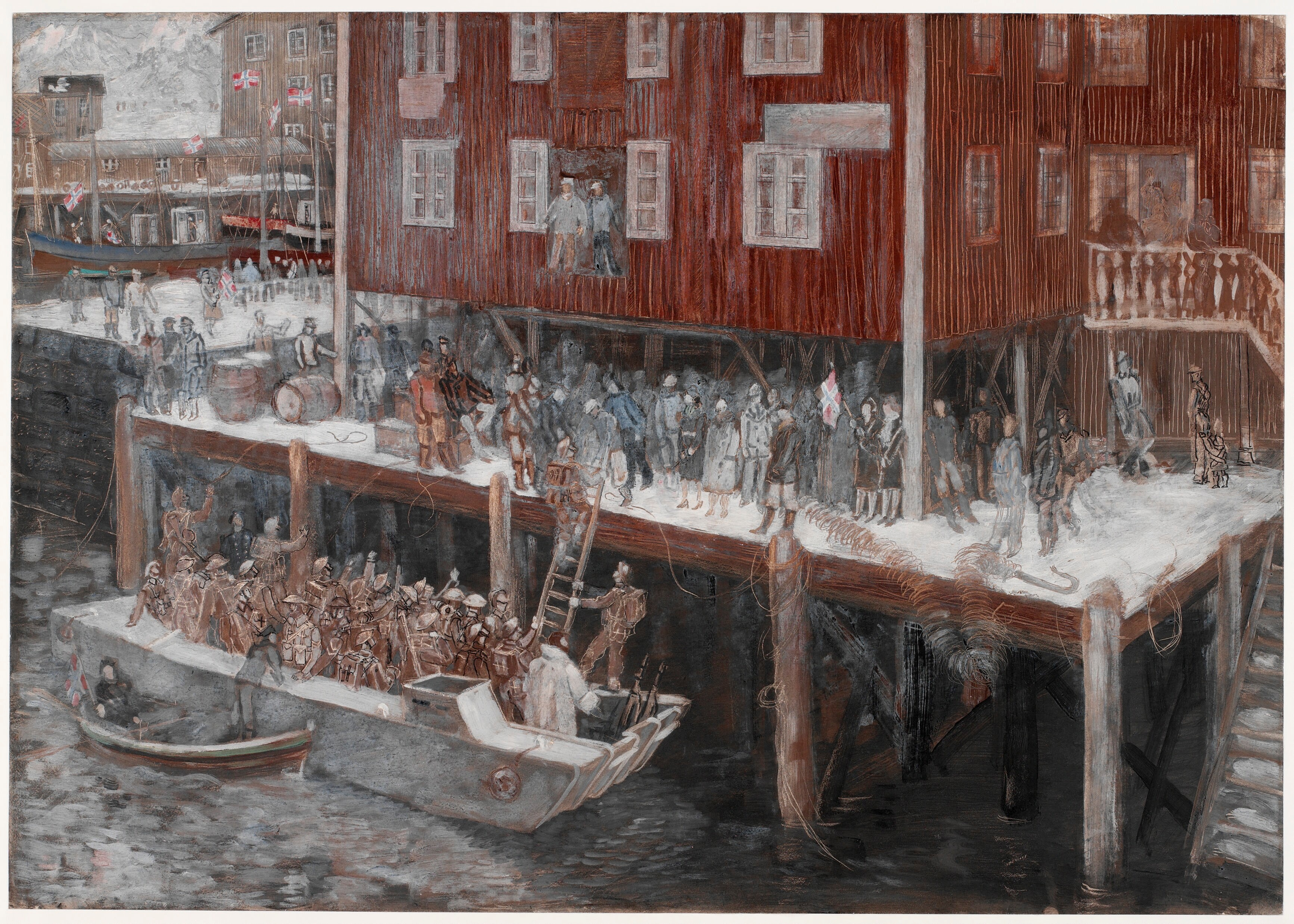
Přistání na Lofotech 4. března 1941

Operační skupina s krycím názvem Rebel vyplula ze Scapa Flow a zamířila k Faerským ostrovům. V 19.00 téhož dne, tedy 1. března 1941, lodě zakotvily ve fjordu Skálafjørður na ostrově Eysturoy, aby se zásobily palivem. Doplňování paliva trvalo 5 hodin, načež skupina zamířila na sever směrem k Arktidě, aby se vyhnula odhalení německými leteckými a námořními hlídkami. Poté se lodě stočily k východu a zamířily k norským břehům. K Lofotům dorazily těsně před 4. hodinou ranní 4. března. Když operační skupina vplouvala do zálivu Vestfjorden, lodní osádky zjistily, že přístavní navigační osvětlení je rozsvícené, což považovaly za znamení, že se jim podařilo nepřítele překvapit.
Podle původního plánu se měli všichni vylodit najednou v 06.30 ráno, ale po připlutí do Vestfjordenu velení začátek akce pozdrželo o 15 minut, aby se vojáci nemuseli vyloďovat za tmy. V 6.50 byli všichni příslušníci výsadku na břehu. Útok se prakticky nesetkal s žádným odporem, jen ozbrojený německý trawler Krebs stihl asi třikrát vystřelit na torpédoborec Somali, než ho dělostřelci ze Somali dobře mířenou palbou umlčeli. Ke škodám a civilním obětem došlo, když torpédoborec Bedouin potopil norskou osobní loď D/S Mira, která vplula do prostoru vylodění a neuposlechla příkaz k zastavení. Německý důstojník přítomný na palubě totiž jejího kapitána s pistolí v ruce nutil k další plavbě. Dělostřelci z torpédoborců a demoliční čety potopili obchodní lodě Hamburg, Pasajes, Felix, Eilenau, Rissen, Andø, Grotto a Bernhard Schulte o celkovém výtlaku 18 000 tun.
Výsadek, který se vylodil v přístavu Stamsund, zničil lofotskou továrnu na výrobu rybího tuku z tresčích jater. Po dvou továrnách bylo zničeno v přístavech Henningsvær a Brettesnes a celkem 13 v přístavu Svolvær. Celkově bylo zapáleno přes 3600 m3 rybího oleje (tuku) a petroleje. Ve výčtu zveřejněném v dodatku The London Gazette 22. června 1948 na str. 3690.a je uveden celkový počet 213 německých zajatců, čehož bylo 7 příslušníků válečného námořnictva, 3 příslušníci pozemního vojska, 15 příslušníků letectva 172 příslušníků obchodního loďstva, 2 příslušníci SS a 14 civilistů. Výčet doplňuje ještě 12 quislingovských kolaborantů.

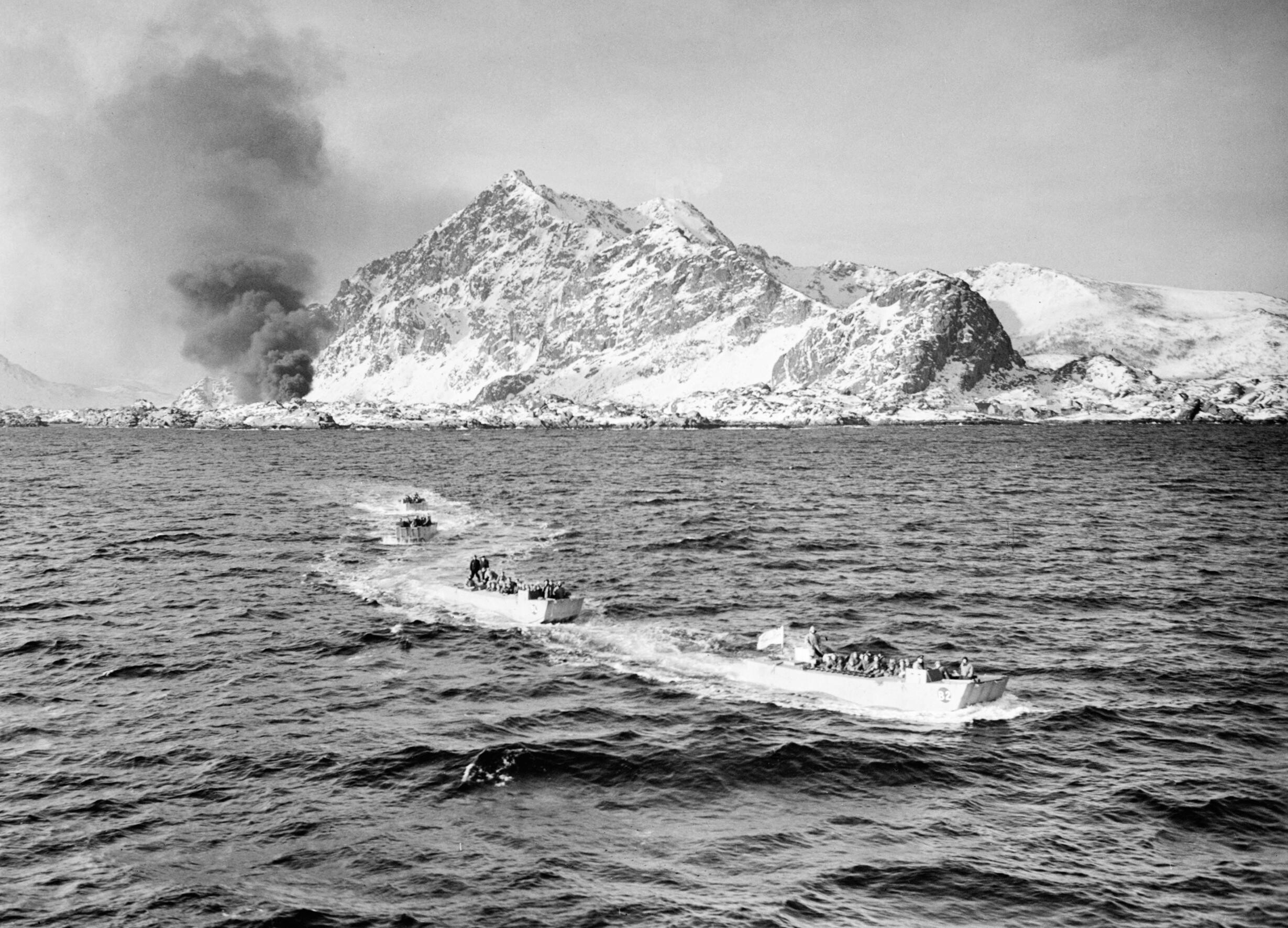
Vojáci vracející se po splnění úkolu v útočných vyloďovacích člunech

Jak již bylo řečeno, asi nejdůležitějším výsledkem operace bylo ukořistění sady rotorů k německému šifrovacímu stroji Enigma a kódových tabulek pro práci s Enigmou. Podařilo se je získat z potápějícího se německého trawleru Krebs, přestože jeho velitel, poručík Hans Kupfinger, hodil svoji Enigmu (jednu ze tří, o nichž se vědělo, že jsou na ostrovech) přes palubu okamžik před tím, než zemřel. Ukořistěné dokumenty poskytly Britům únorový klíč Kriegsmarine pro domácí vody a napomohly tak rozluštit zprávy, jež si Němci posílali v období mezi 1. březnem a 10. květnem.
Získání těchto dokumentů umožnilo kryptoanalytikům v Bletchley Parku luštit po nějaký čas veškeré německé námořní kódy a poskytlo jim informace, jež spojenecké zásobovací konvoje potřebovaly, aby se mohly vyhnout oblastem soustředění německých válečných ponorek.
Veškeré osazenstvo obou výsadkových lodí se nalodilo do 13.00 a Princess Beatrix a Queen Emma byly připraveny vyplout zpět k britským břehům.

## Dozvuky
Po úspěšném dokončení operace vydal britský ministerský předseda Winston Churchill memorandum „pro všechny zúčastněné... moje blahopřání k velmi uspokojivé operaci“. Operace Claymore byla prvním z dvanácti nájezdů jednotek Commandos na území okupovaného Norska v průběhu 2. světové války. Německé velení bylo nakonec donuceno posílit počty svých jednotek v Norsku, takže do roku 1944 stoupl počet příslušníků Wehrmachtu v norských posádkách na 370 000 (standardní britská pěší divize měla v té době 18 347 mužů). 3. a 4. prapor Commandos se staly součástí 1. brigády speciálních služeb a zúčastnily se vylodění v Normandii v červnu 1944.